# Lago O'Higgins/San Martín

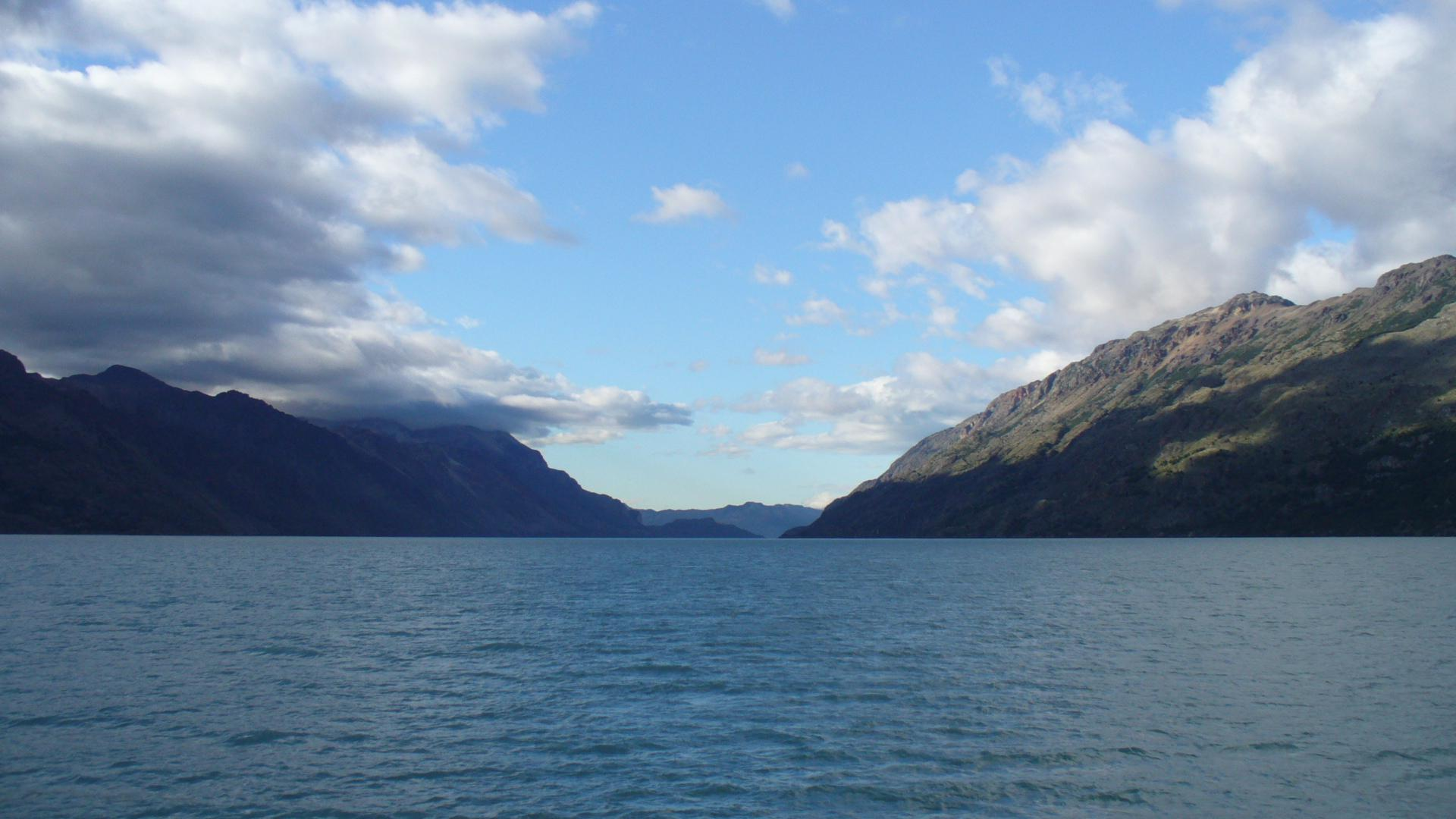
Vista no lado chileno do lago

O Lago O'Higgins/San Martín situa-se na Patagônia e é compartilhado pelo Chile e Argentina. Na Argentina é conhecido como Lago San Martín, embora no Chile se denomine Lago O'Higgins, sendo ambos os nomes corretos e aceitos internacionalmente. O seu nome original em língua tehuelche era Charre.